# Intercanviador de calor de carcassa i tubs

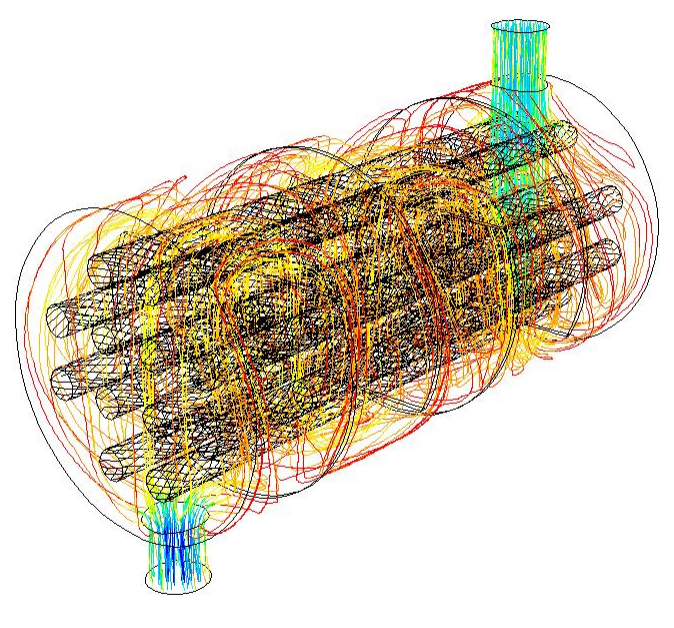
Simulació de flux de fluids per a un intercanviador del tipus carcassa i tubs; L'entrada de la carcassa es troba a la part superior posterior i la sortida al primer pla a la part inferior

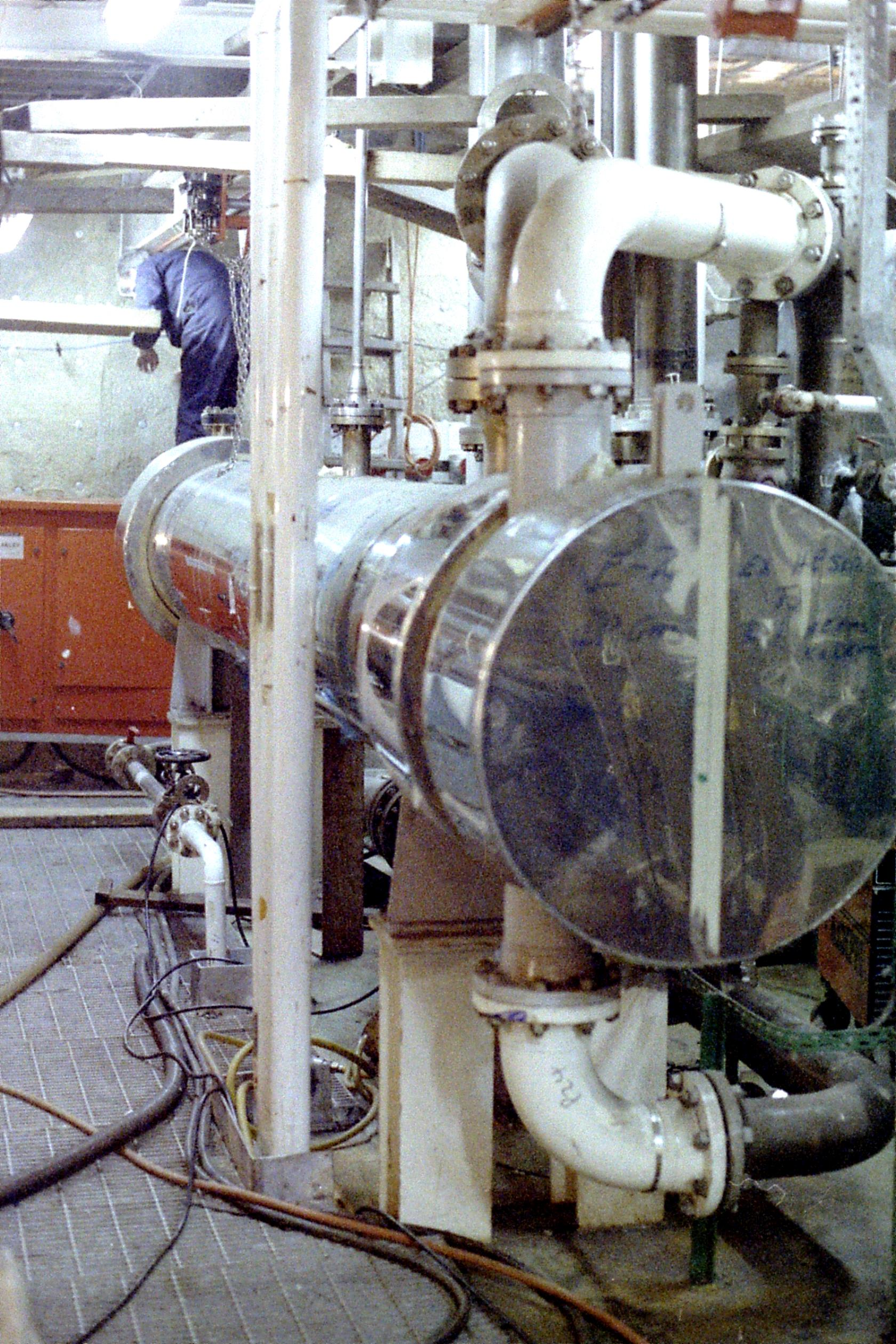
Intercanviador de calor de carcassa i tubs

Un intercanviador de calor de carcassa i tubs és una classe de dissenys d'intercanviador de calor. És el tipus d'intercanviador de calor més comú a les refineries de petroli i altres grans processos químics, i és adequat per a aplicacions de pressió més alta. Com el seu nom indica, aquest tipus d'intercanviador de calor consisteix en una carcassa (un gran recipient a pressió) amb un feix de tubs al seu interior. Un fluid travessa els tubs i un altre fluid circula per sobre dels tubs (a través de la carcassa) per transferir calor entre els dos fluids. El conjunt de tubs s'anomena feix de tubs, i pot estar format per diversos tipus de tubs: llisos, amb aletes longitudinals, etc.

## Teoria i aplicació
Dos fluids, de temperatures inicials diferents, circulen per l'intercanviador de calor. Un flueix pels tubs (el costat dels tubs) i l'altre flueix fora dels tubs però dins de la carcassa (el costat de la carcassa). La calor es transfereix d'un fluid a l'altre a través de les parets dels tubs, ja sigui del costat dels tubs cap al costat de la carcassa o al revés. Els fluids poden ser líquids o gasos tant dins la carcassa com dins dels tubs. Per transferir la calor de manera eficient, s'ha d'utilitzar una gran àrea de transferència de calor, la qual cosa comporta l'ús de molts tubs. D'aquesta manera, es pot aprofitar la calor residual. Aquesta és una manera eficient d'estalviar energia.
Els intercanviadors de calor amb una sola fase (líquid o gas) a cada costat de l'intercanvi es poden anomenar intercanviadors de calor monofàsics. Els intercanviadors de calor bifàsics es poden utilitzar per escalfar un líquid per bullir-lo en un gas (vapor), de vegades anomenats calderes, o per refredar el vapor i condensar-lo en un líquid (llavors s'anomenen condensadors), amb el canvi de fase que sol produir-se en el costat de la carcassa. Les calderes de les locomotores de màquines de vapor solen ser intercanviadors de calor grans, generalment de forma cilíndrica. A les grans centrals elèctriques amb turbines accionades per vapor, s'utilitzen condensadors de superfície de carcassa i tubs per condensar el vapor d'escapament que surt de la turbina en aigua condensada que es recicla de nou per convertir-la en vapor al generador de vapor.
També s'utilitzen en refrigeradors refrigerats per líquid per transferir calor entre el refrigerant i l'aigua tant a l'evaporador com al condensador, i en refrigeradors refrigerats per aire només per a l'evaporador.

## Disseny d'intercanviador de calor de carcassa i tubs
Hi pot haver moltes variacions en el disseny de la carcassa i els tubs. Normalment, els extrems de cada tub estan connectats a plens (de vegades anomenats caixes d'aigua) a través de forats en plaques de tubs. Els tubs poden ser rectes o doblegats en forma d'U, anomenats tubs en U
A les centrals nuclears anomenades reactors d'aigua a pressió, els grans intercanviadors de calor anomenats generadors de vapor són intercanviadors de calor de carcassa i tubs de dues fases que normalment tenen tubs en U. S'utilitzen per bullir l'aigua reciclada d'un condensador superficial en vapor per accionar una turbina per produir energia. La majoria dels intercanviadors de calor de carcassa i tubs són dissenys d'1, 2 o 4 passades al costat dels tubs. Això fa referència al nombre de vegades que el fluid dels tubs passa pel fluid de la carcassa. En un intercanviador de calor d'una sola passada, el fluid entra per un extrem de cada tub i surt per l'altre.
Els condensadors de superfície de les centrals elèctriques solen ser intercanviadors de calor de tub recte d'1 passatge (vegeu el diagrama del condensador de superfície). Els dissenys de dues i quatre passades són habituals perquè el fluid pot entrar i sortir pel mateix costat. Això fa que la construcció sigui molt més senzilla.
Sovint hi ha deflectors que dirigeixen el flux a través del costat de la carcassa, de manera que el fluid no agafa una drecera pel costat de la carcassa deixant volums de cabal baix ineficaços. Aquests s'adjunten generalment al paquet de tubs en lloc de la carcassa per tal que el paquet encara sigui extraïble per al manteniment.
Els intercanviadors de calor a contracorrent són els més eficients perquè permeten la diferència de temperatura mitjana logarítmica més alta entre els corrents calents i freds. No obstant això, moltes empreses no utilitzen intercanviadors de calor de dues passades amb un tub en U perquè es poden trencar fàcilment a més de ser més cars de construir. Sovint es poden utilitzar diversos intercanviadors de calor per simular el flux de contracorrent d'un sol intercanviador gran.

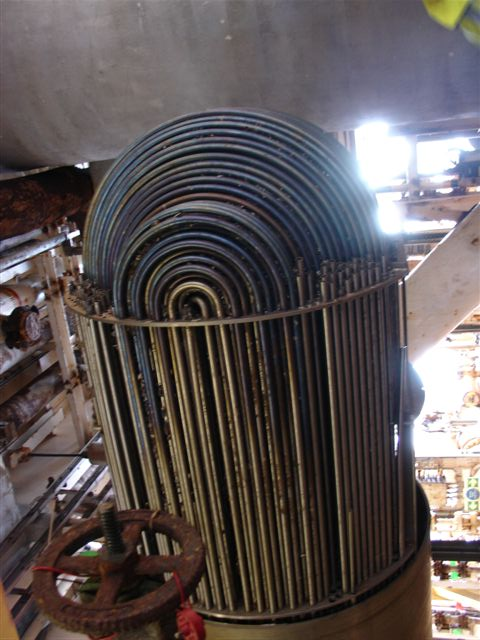
Carcassa de tubs i intercanviador de calor de tubs

### Selecció del material dels tubs
Per poder transferir bé la calor, el material dels tubs ha de tenir una bona conductivitat tèrmica. Com que la calor es transfereix d'un costat calent a un altre fred a través dels tubs, hi ha una diferència de temperatura a través de l'amplada dels tubs. A causa de la tendència del material dels tubs a expandir-se tèrmicament de manera diferent a diferents temperatures, es produeixen tensions tèrmiques durant el funcionament. Això s'afegeix a qualsevol estrès per altes pressions dels propis fluids. El material dels tubs també ha de ser compatible amb els fluids laterals de la carcassa i dels tubs durant llargs períodes sota les condicions de funcionament (temperatures, pressions, pH, etc.) per minimitzar el deteriorament com la corrosió. Tots aquests requisits requereixen una selecció acurada de materials de tubs resistents, conductors tèrmics, resistents a la corrosió i d'alta qualitat, normalment metalls, com ara alumini, aliatge de coure, acer inoxidable, acer al carboni, aliatge de coure no fèrric, Inconel, níquel, Hastelloy . i titani. Els fluoropolímers com el perfluoroalcoxi alcà (PFA) i l'etilè propilè fluorat (FEP) també s'utilitzen per produir el material de tubs a causa de la seva alta resistència a temperatures extremes. Una mala elecció del material dels tubs podria provocar una fuita a través d'un tub entre la carcassa i els costats dels tubs provocant contaminació creuada de fluids i possiblement pèrdua de pressió.

### Aplicacions i usos
El disseny senzill d'un intercanviador de calor de carcassa i tubs el converteix en una solució de refrigeració ideal per a una gran varietat d'aplicacions. Una de les aplicacions més habituals és la refrigeració de fluids hidràulics i oli en motors, transmissions i centrals hidràuliques. Amb l'elecció correcta dels materials, també es poden utilitzar per refredar o escalfar altres medis, com l'aigua de la piscina o l'aire de càrrega. Hi ha molts avantatges de la tecnologia de carcassa i tubs sobre les plaques
- Un dels grans avantatges d'utilitzar un intercanviador de calor de carcassa i tubs és que sovint són fàcils de mantenir, especialment amb models on hi ha disponible un feix de tubs flotant.[6] (on les plaques dels tubs no estan soldades a la carcassa exterior).
- El disseny cilíndric de la carcassa és extremadament resistent a la pressió i permet totes les aplicacions de pressió

### Protecció contra sobrepressió
En els intercanviadors de calor de carcassa i tubs, hi ha la possibilitat que un tub es trenqui i que el fluid d'alta pressió (HP) entri i sobrepressuri el costat de baixa pressió (LP) de l'intercanviador de calor. La configuració habitual dels intercanviadors és que el fluid HP estigui als tubs i que l'aigua LP, els mitjans de refrigeració o escalfament estiguin al costat de la carcassa. Hi ha el risc que una ruptura d'un tub pugui comprometre la integritat de la carcassa i l'alliberament de gas o líquid inflamable, amb risc per a les persones i pèrdues econòmiques. La carcassa d'un intercanviador s'ha de protegir contra la sobrepressió mitjançant discs de ruptura o vàlvules de descàrrega. S'ha trobat que el temps d'obertura dels dispositius de protecció és fonamental per a la protecció de l'intercanviador. Aquests dispositius s'instal·len directament a la carcassa de l'intercanviador i es descarreguen en un sistema d'alleujament.

## Normes de disseny i construcció
- Normes de l' Associació de fabricants d'intercanviadors tubulars (TEMA), 10a edició, 2019
- EN 13445-3 "Recipients a pressió sense cocció - Part 3: Disseny", Secció 13 (2012)
- Codi de calderes i recipients a pressió ASME, secció VIII, divisió 1, part UHX